# Mizaga chevreuxi
Mizaga chevreuxi är en spindelart som beskrevs av Simon 1898. Mizaga chevreuxi ingår i släktet Mizaga och familjen kardarspindlar.
Artens utbredningsområde är Senegal. Inga underarter finns listade i Catalogue of Life.